# Kąt pozycyjny

Kąt pozycyjny zaznaczony na czerwono, jaśniejszy składnik układu podwójnego w środku rysunku

Kąt pozycyjny – kąt używany w astronomii najczęściej przy opisie gwiazd wizualnie podwójnych. Definiuje się go jako kąt pomiędzy łukiem koła godzinnego przechodzącym przez jaśniejszy składnik układu (1) i północny biegun niebieski a łukiem koła wielkiego na sferze niebieskiej łączącym ten składnik ze składnikiem słabszym (2). 
Znając rektascensję i deklinację obu składników kąt pozycyjny P i odległość kątową składników d można znaleźć z zależności: 
{\displaystyle \tan(P)={\frac {\sin(\alpha _{2}-\alpha _{1})}{\cos(\delta _{1})\tan(\delta _{2})-\sin(\delta _{1})\cos(\alpha _{2}-\alpha _{1})}}}
{\displaystyle \cos(d)=\sin(\delta _{1})\sin(\delta _{2})+\cos(\delta _{1})\cos(\delta _{2})\cos(\alpha _{1}-\alpha _{2})}

Kąt pozycyjny wyznaczano początkowo przy pomocy mikrometru pozycyjnego, obecnie mierzy się go na kliszach fotograficznych lub ramkach CCD.